# Argiolestes ornatus
Argiolestes ornatus är en trollsländeart som beskrevs av Selys 1878. Argiolestes ornatus ingår i släktet Argiolestes och familjen Megapodagrionidae. Inga underarter finns listade i Catalogue of Life.